# Aurora Ermita
Aurora Ermita är en ort i Mexiko.   Den ligger i kommunen Pueblo Nuevo Solistahuacán och delstaten Chiapas, i den sydöstra delen av landet, 700 km öster om huvudstaden Mexico City. Aurora Ermita ligger 1 508 meter över havet och antalet invånare är 1 136.
Terrängen runt Aurora Ermita är bergig västerut, men österut är den kuperad. Runt Aurora Ermita är det ganska tätbefolkat, med 80 invånare per kvadratkilometer. Närmaste större samhälle är Rincón Chamula, 7,6 km väster om Aurora Ermita. Omgivningarna runt Aurora Ermita är en mosaik av jordbruksmark och naturlig växtlighet.